# Guillermo Cañedo de la Bárcena
Guillermo Cañedo de la Bárcena (Guadalajara, 4 de juny de 1920 — Ciutat de Mèxic, 20 de gener de 1997) va ser un empresari mexicà i un reconegut directiu de futbol.

## Carrera en el futbol
Va ser President del Club Zacatepec de 1954 a 1961. L'any 1961 va ser contractat per Emilio Azcárraga Milmo per a ocupar el càrrec de President del Club de Fútbol América.
Cañedo va ocupar la presidència de la Federació Mexicana de Futbol Associació des de 1960 fins conclosa la Copa Mundial de Futbol de 1970.
A Cañedo se li deu la creació de la Concacaf juntament amb Ramón Coll Jaumet. Gràcies als seus amplis coneixements el 1962 ocupa la primera vicepresidència de la FIFA. Des d'aquest moment es va donar a la tasca d'obtenir la seu d'un campionat mundial de futbol per a Mèxic. És així que durant aquesta dècada s'inicia a Mèxic la construcció de grans estadis arreu de la república, sobresortint l'Estadi Azteca a la Ciutat de Mèxic, a més es van contractar a diversos equips internacionals per a jugar tornejos curts amb la finalitat de poder internacionalitzar al futbol mexicà.
Va ser en el congrés de la FIFA, celebrat a Tòquio l'any de 1964 i tenint com a principal rival a l'Argentina, que Mèxic va ser elegit com a seu per a la Copa del Món de 1970, reunió en la qual Cañedo va mostrar una maqueta del que seria l'Estadi Azteca, que va enlluernar als dirigents de FIFA presidits en aquells dies per l'anglès, Sir Stanley Rous.
El 1974, el Dr. João Havelange després de guanyar les eleccions per a la Presidència de la FIFA, va convidar a Cañedo a unir-se al seu equip en Frankfurt am Main, Alemanya (seu de la FIFA aleshores).
El 1983 en renunciar Colòmbia a l'organització, per iniciativa de Cañedo va ser que Mèxic va sol·licitar la seu per a la Copa Mundial de Futbol de 1986, i va ser en el congrés de la FIFA a Estocolm, amb el concurs dels Estats Units i el Canadà, que per primera vegada en la història de les copes mundials de futbol, un país aconseguia organitzar per segona ocasió el mundial; malgrat tenir com a principal opositor Henry Kissinger, Secretari d'Estat dels Estats Units de 1973 a 1977. El 1993 va rebre la Orde Olímpica de part del Comitè Olímpic Internacional. El 1998 se li va atorgar en forma pòstuma la Orde del Mèrit de la FIFA. El 2011 va ser inclòs en el Saló de la Fama del Futbol

## Carrera empresarial
Gràcies als seus pròxims vincles amb Emilio Azcárraga Milmo, va ser convidat a col·laborar en Televicentro (avui Televisa) on va ocupar una vicepresidència.
En 1971 va fundar l'Organización de Televisión Iberoamericana (OTI), de la que en fou president durant 25 anys, ja que amb les seves gestions va fer possible que el món de parla hispana pogués gaudir en l'activitat d'un sens fi d'esdeveniments artístics, culturals i esportius, entre aquests les transmissions dels Jocs Olímpics, els mundials de futbol i el Festival OTI de la Cançó.

## Mort
Guillermo Cañedo va morir el 20 de gener de 1997, quan era braç dret de João Havelange ocupant la vicepresidència de la FIFA, a més de President del Comitè Organitzador de Copes Mundials, càrrec que encara ostentava per al mundial de França 1998. Durant algun mesos, en homenatge pòstum, l'Estadi Azteca va ser rebatejat amb el seu nom, però l'arrelament i popularitat del nom anterior va fer donar marxa enrere a la decisió.